# Staind
Staind (транскр.  Стејнд) амерички је рок бенд из Спрингфилда основан 1995. године. Оригиналну поставу чине певач и гитариста Арон Луис, соло гитариста Мајк Машок, басиста Џони Ејприл и бубњар Џон Висоцки којег је 2011. године заменио Сал Ђанкарели. До 2011. године објавили су 7 студијских албума и од тада су на паузи и повремено наступају уживо.

## Дискографија
Студијски албуми
- Tormented (1996)
- Dysfunction (1999)
- Break the Cycle (2001)
- 14 Shades of Grey (2003)
- Chapter V (2005)
- The Illusion of Progress (2008)
- Staind (2011)